# B-Real
B-Real, pseudonimo di Louis Freese (South Gate, 2 giugno 1970), è un rapper statunitense di origini messicane e cubane, aderente alla corrente del rap latino.
Meglio conosciuto per essere il frontman del gruppo musicale Cypress Hill, che hanno pubblicato il loro album d'esordio, omonimo, nel 1991.

## Biografia
Nato da padre messicano e madre afro-cubana, B-Real si allontanò da casa del padre assieme alla sorella ed alla madre, spostandosi a South Gate prima di andare a stabilirsi definitivamente nel sud di Los Angeles. Prima di essere espulso dalla Bell High School fece amicizia con due dei futuri membri dei Cypress Hill: Sen Dog e Mellow Man Ace (che rinunciò poi al gruppo preferendo una carriera solista). Sen Dog, che era affiliato ad una "sezione" della gang dei Bloods chiamata Neighborhood Family, fece entrare anche B-Real.
B-Real iniziò a fare lo spacciatore di droga durante l'affiliazione con i Bloods. Questo suo stile di vita lo portò inevitabilmente a restare coinvolto in un tentativo di omicidio, dove venne ferito con una calibro 22 al polmone nel 1988. L'evento e la conseguente degenza ospedaliera, causò in Sen Dog un contraccolpo tale da fargli ripensare alle proprie priorità, tanto da lasciare la gang e trovare un lavoro come guardia in un grande magazzino.

## Carriera

### Cypress Hill
Dopo aver conosciuto DJ Muggs tramite Julio G, il Mixmaster della KDAY, B-Real e Sen suscitarono interesse in Muggs con l'idea di un album basato sulle esperienze fatte sulla Cypress Ave a South Gate. B-Real intendeva usare le sue movimentate esperienze di vita come materiale per la registrazione di un album intitolato come il nome della band.

### Solista
Parallelamente all'attività svolta con i Cypress Hill, B-Real ha realizzato due mixtape: Gunslinger e Gunslinger Vol. II. Ha inoltre collaborato alla realizzazione di brani per diversi artisti inclusi: KRS-One, House of Pain, Kid Frost, Psycho Realm, Ice Cube, Snoop Dogg, Coolio, Busta Rhymes, Method Man, Deftones, LL Cool J, Everlast, Warren G, OutKast, Dilated Peoples, The Alchemist, Tha Dogg Pound, DJ Quik, Dr. Dre, Eminem, Subliminal Orphans, Chino XL, D12, M.O.P., Transplants, La Coka Nostra, Beastie Boys, Public Enemy.
B-Real ha partecipato anche al brano Back the Fuck Up dei Fear Factory con sonorità rapcore. Nella faida fra il rapper Eminem e il rapper Fred Durst, B-Real è stato citato dallo stesso Eminem per la sua sincerità e onestà nell'amicizia fra i due, dopo un'intervista in cui B-Real rilasciava un "no comment" sulla faida Everlast vs. Eminem.
Nonostante B-Real sia un esponente del rap latino, nei suoi album ha riscosso successo anche con pezzi più rock e heavy metal, ad esempio con la canzone Trouble dall'album Stoned Raiders.

## Discografia

### Cypress Hill
Album in studio
- 1991 – Cypress Hill
- 1993 – Black Sunday
- 1995 – Cypress Hill III: Temples of Boom
- 1998 – Cypress Hill IV
- 2000 – Skull & Bones
- 2001 – Stoned Raiders
- 2004 – Till Death Do Us Part
- 2010 – Rise Up
- 2018 – Elephants on Acid

Album live
- 2000 – Live at the Fillmore

Raccolte
- 1999 – Los grandes éxitos en español
- 2005 – Greatest Hits from the Bong
- 2008 – Super Hits
- 2008 – Collections
- 2010 – Strictly Hip Hop: The Best of Cypress Hill

EP
- 1996 – Unreleased and Revamped
- 2002 – Stash
- 2012 – Cypress x Rusko EP

### Prophets of Rage
Album in studio
- 2017 – Prophets of Rage

EP
- 2018 – The Party's Over

### Serial Killers
- 2013 – Serial Killers Vol. 1
- 2015 – The Murder Show

### Album da solista
Album in studio
- 2009 – Smoke N Mirrors

Mixtapes
- 2005 – The Gunslinger
- 2006 – The Gunslinger Part II: Fist Full of Dollars
- 2007 – The Gunslinger Part III: For a Few Dollars More
- 2010 – The Harvest Vol. 1: The Mixtape
- 2014 – The Medication
- 2015 – The Prescription

### Album collaborativi
Album in studio
- 2016 – Prohibition Part 3 (con Berner)

EP
- 2014 – Prohibition (con Berner)
- 2015 – Prohibition Part 2 (con Berner)